# Tanin (U-Boot, 1945)
Die Tanin war ein israelisches U-Boot, das ursprünglich als Springer (Kennung: P265) für die britische Royal Navy gebaut wurde.

## Geschichte
Die Springer war ein Boot des vierten Bauloses der S-Klasse. Dieses Baulos wird auch als Subtle-Klasse bezeichnet. Sie wurde am 8. Mai 1944 bei Cammell, Laird & Company im nordwestenglischen Birkenhead auf Kiel gelegt, lief am 14. Mai 1945 vom Stapel und wurde von der Royal Navy am 2. August 1945 in Dienst gestellt.
Das U-Boot wurde 1958 an Israel übergeben und in Tanin, auf hebräisch תַּנִּין, umbenannt. Es wurde von David Ben-Gurion persönlich auf den neuen Namen getauft.
Die Tanin wurde 1967 im Sechstagekrieg eingesetzt. Das U-Boot setzte bei Alexandria Kommandotruppen ab, die den Hafen der Stadt angreifen sollten. Außerdem versuchte sie einen Torpedoangriff auf eine ägyptische Sloop, wurde aber durch Wasserbombenangriffe abgedrängt und beschädigt.
Die Tanin wurde 1972 außer Dienst gestellt. Sie diente als Torpedoziel für die Dolphin und wurde versenkt.
Der Name Tannin wurde 2014 an ein modernes, in Deutschland gebautes Boot der Dolphin-Klasse weitergegeben.